# あかぎれ
| ウィキペディアには「あかぎれ」という見出しの百科事典記事はありません（タイトルに「あかぎれ」を含むページの一覧/「あかぎれ」で始まるページの一覧）。 代わりにウィクショナリーのページ「あかぎれ」が役に立つかもしれません。 |